# تشارلز سوندرز (كاتب سيناريو)
تشارلز سوندرز (بالإنجليزية: Charles Saunders)‏ (و. 1904 – أبريل 1997 م) هو كاتب سيناريو، ومخرج أفلام، ومونتير، ومنتج أفلام من المملكة المتحدة، والمملكة المتحدة لبريطانيا العظمى وأيرلندا، ولد في بادنغتون، توفي في دنهم.

## وصلات خارجية
- تشارلز سوندرز على موقع IMDb (الإنجليزية)
- تشارلز سوندرز على موقع ألو سيني (الفرنسية)
- تشارلز سوندرز على موقع أول موفي (الإنجليزية)
- تشارلز سوندرز على موقع قاعدة بيانات الأفلام السويدية (السويدية)
- تشارلز سوندرز على موقع قاعدة بيانات الفيلم (الإنجليزية)
- تشارلز سوندرز على موقع كينوبويسك (الروسية)